# A Haunted House
A Haunted House é um filme de comédia estadunidense de 2013, dirigido por Michael Tiddes e escrito por Marlon Wayans e Rick Alvarez. É estrelado por Marlon Wayans, Essence Atkins, Cedric the Entertainer, Nick Swardson e David Koechner. O filme é uma comédia que pretende parodiar filmes de terror, como a franquia Paranormal Activity e The Devil Inside, no estilo found footage. Foi lançado em 11 de janeiro de 2013 nos Estados Unidos e 1 de fevereiro de 2013 no Brasil.

## Elenco
- Marlon Wayans como Malcolm Johnson[1]
- Essence Atkins como Kisha (namorada de Malcom)[5]
- Cedric the Entertainer como Padre Doug Willliams
- Nick Swardson como Chip do psíquico
- David Koechner como Dan, o Homem de Segurança
- Dave Sheridan como Bob, sócio de Dan
- Marlene Forte como Rosa
- Alanna Ubach como Jenny
- Andrew Daly como Steve
- Affion Crockett como Ray-Ray
- Robin Thede como Mãe de Kisha
- J.B. Smoove como Pai de Kisha